# Kottla

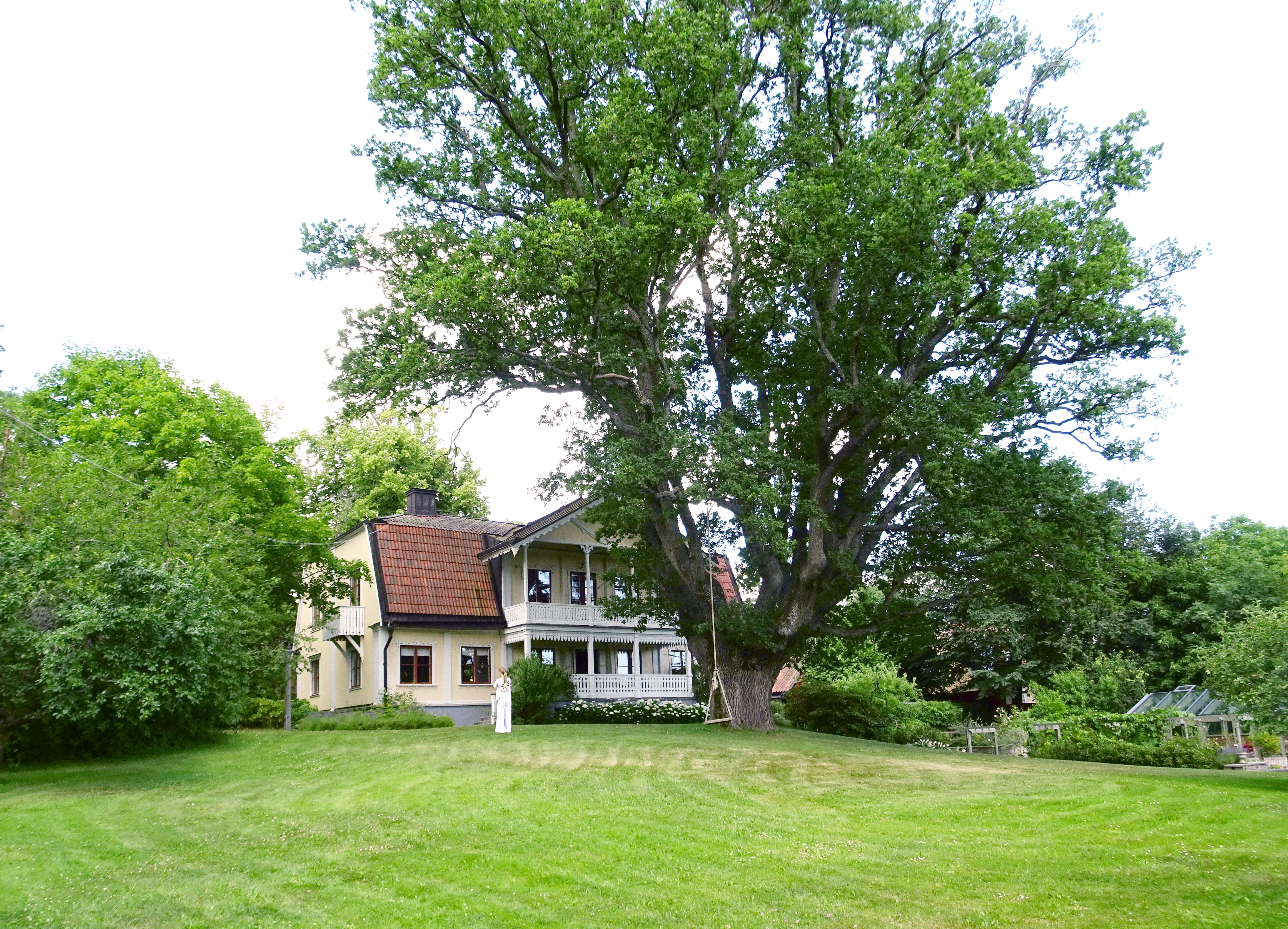
Kottla gård och Lidingöns äldsta ek.

Kottla är ett område inom stadsdelen Skärsätra på södra Lidingö som fått sitt namn av Kottla gård. Bebyggelsen består till största delen av villor, varav en del bedöms av kommunen som kulturhistoriskt värdefulla.

## Historik
Kottla har sitt namn efter Kottla gård vars huvudbyggnad från andra hälften av 1700-talet är fortfarande bevarat vid Storgårdsvägen 10. Gården gav namnet åt området och Kottlasjön. Storgårdsvägen, som går genom området, är en av Lidingös äldsta vägar och tillmäts av kommunen ett högt kulturhistoriskt värde. Storgårdsvägens föregångare redovisas redan på den äldsta bevarade Lidingökartan från 1660-talet. Lidingös äldsta ek finns i Kottla gårds trädgård. Den har en omkrets på 9,5 m och har av arborister uppskattats till en ålder av cirka 600 år.

## Villastad

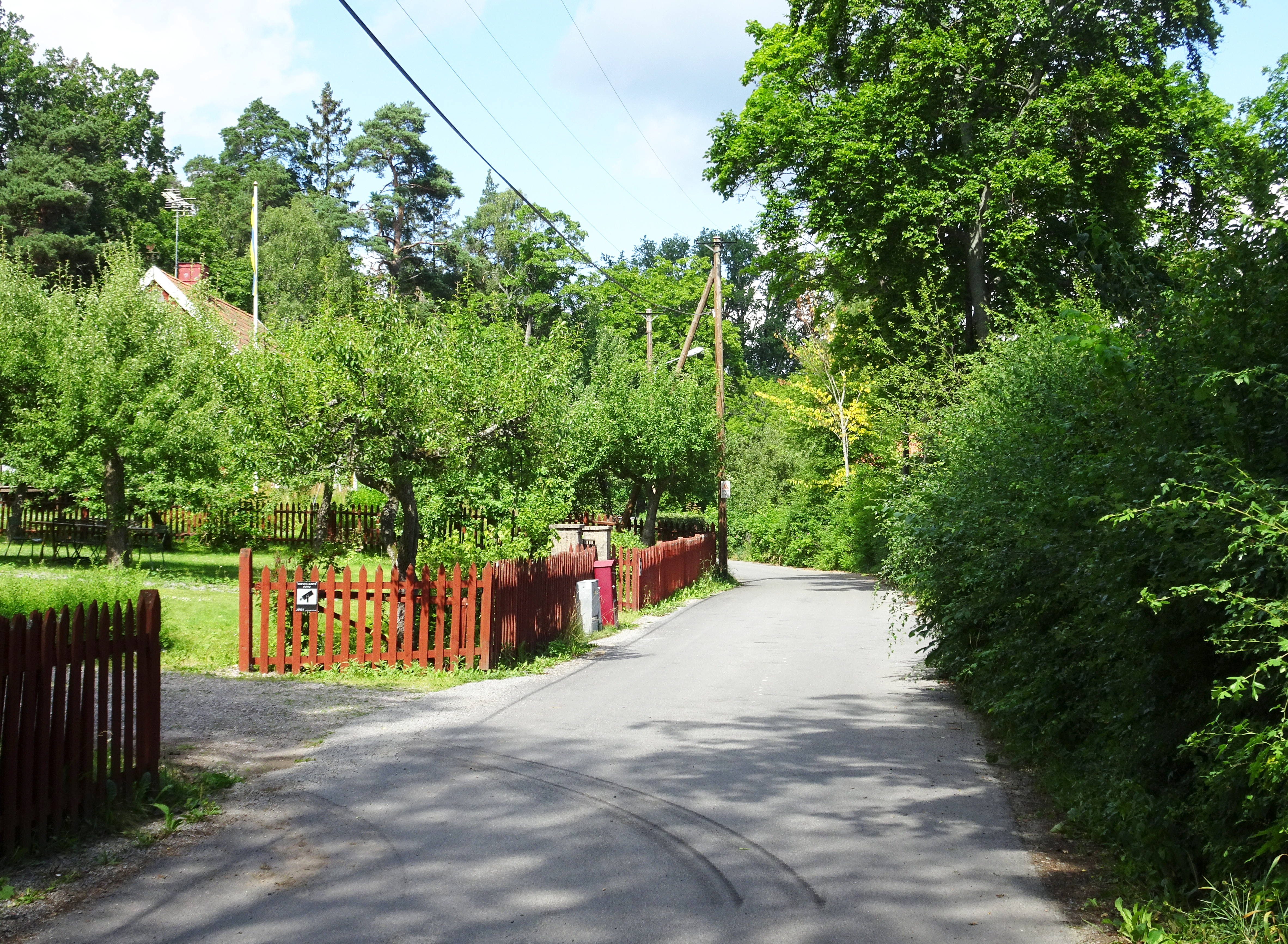
Storgårdsvägen i Kottla.

I anslutning till Kottlasjöns västra och norra strand uppfördes i slutet på 1800-talet ett antal sommarvillor där Apelsinvillan anses som en av de bäst bevarade tidstypiska större sommarvillorna i trä, sedan 1982 ett lagskyddat byggnadsminne. 
Längs med Storgårdsvägen och Lillgårdsvägen finns en rad villor. Flertalet tillkom under åren mellan 1905 och 1925. Området skall genom en ny detaljplan (2020) skyddas på grund av sina höga natur- och kulturhistoriska värden.
Trasthagen uppfördes under slutet av 1880-talet som sommarstugeområde. Området är uppkallat efter lägenheten Trasthagen som hörde till Stockby gård och har fortfarande kvar sin by-karaktär. Till en början fanns det ingen väg till Trasthagen utan sommargästerna tog sig med båt från Kottlasjöns sydsida. Vägen anlades först på 1930-talet som ett nödhjälpsarbete. Länsstyrelsens antikvariska enhet anser att Tasthagen bör skyddas för all framtid.

## Dagens Kottla
Vid sjöns västra strand ligger en park, i folkmun kallad Kottlaparken. Kottlavägen förbinder Vasavägen i norr vid Stockby ridhus med Södra Kungsvägen i söder. Lidingöbanan har en hållplats vid Kottla.

## Bilder

Villor (urval)
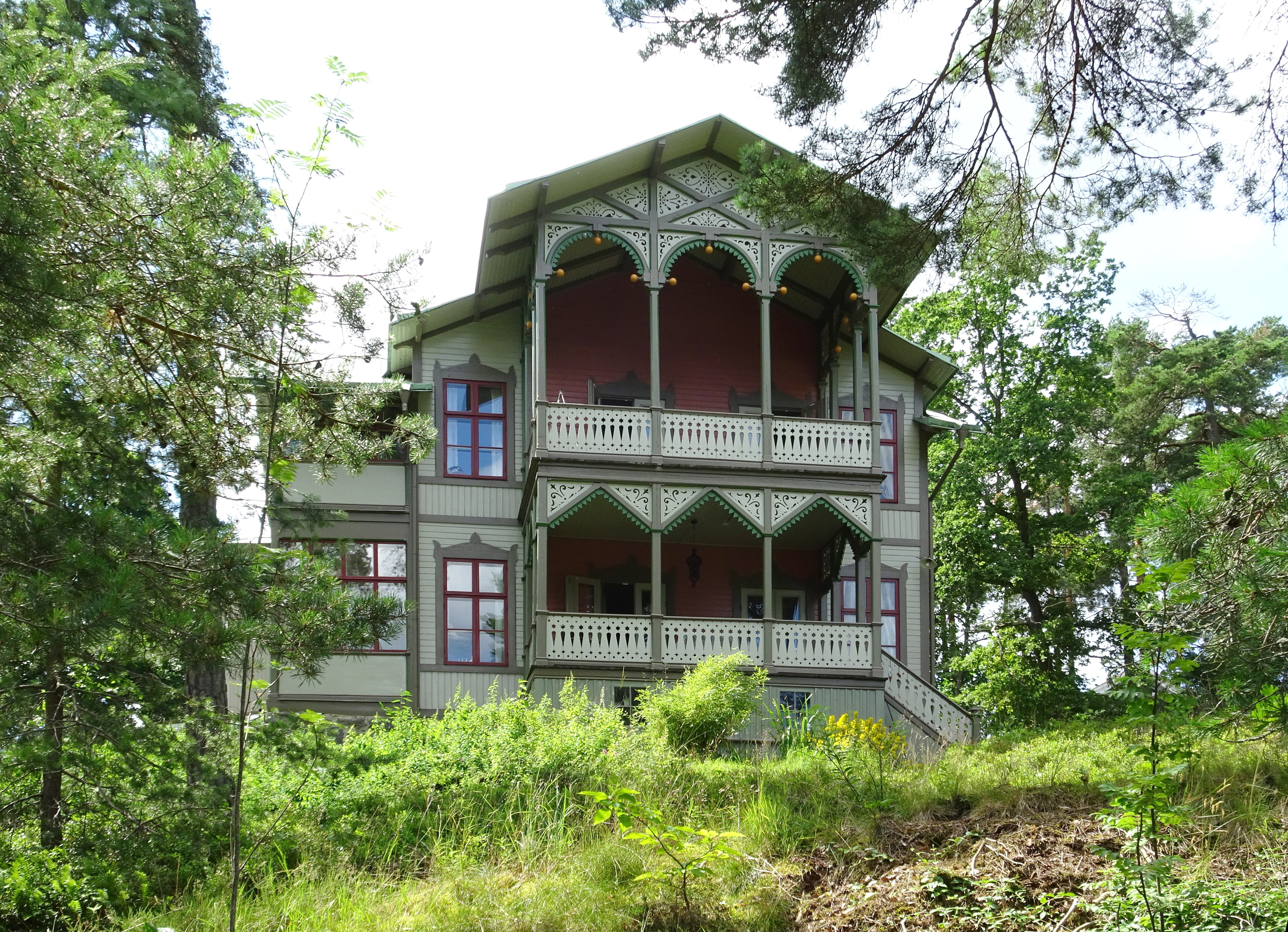
Apelsinvillan, Vinkelvägen 27.
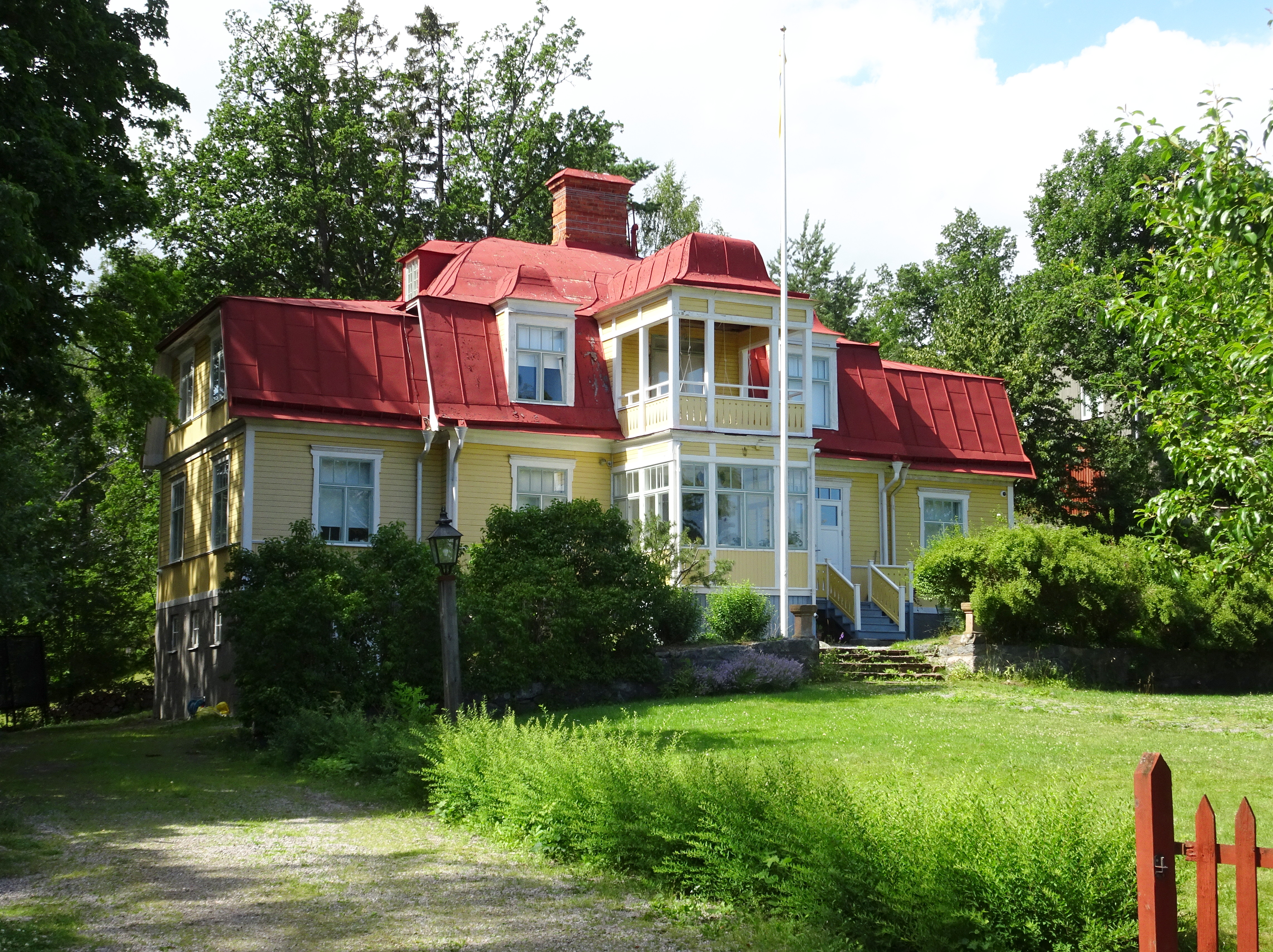
Villa Hangöborg, Storgårdsvägen 3.
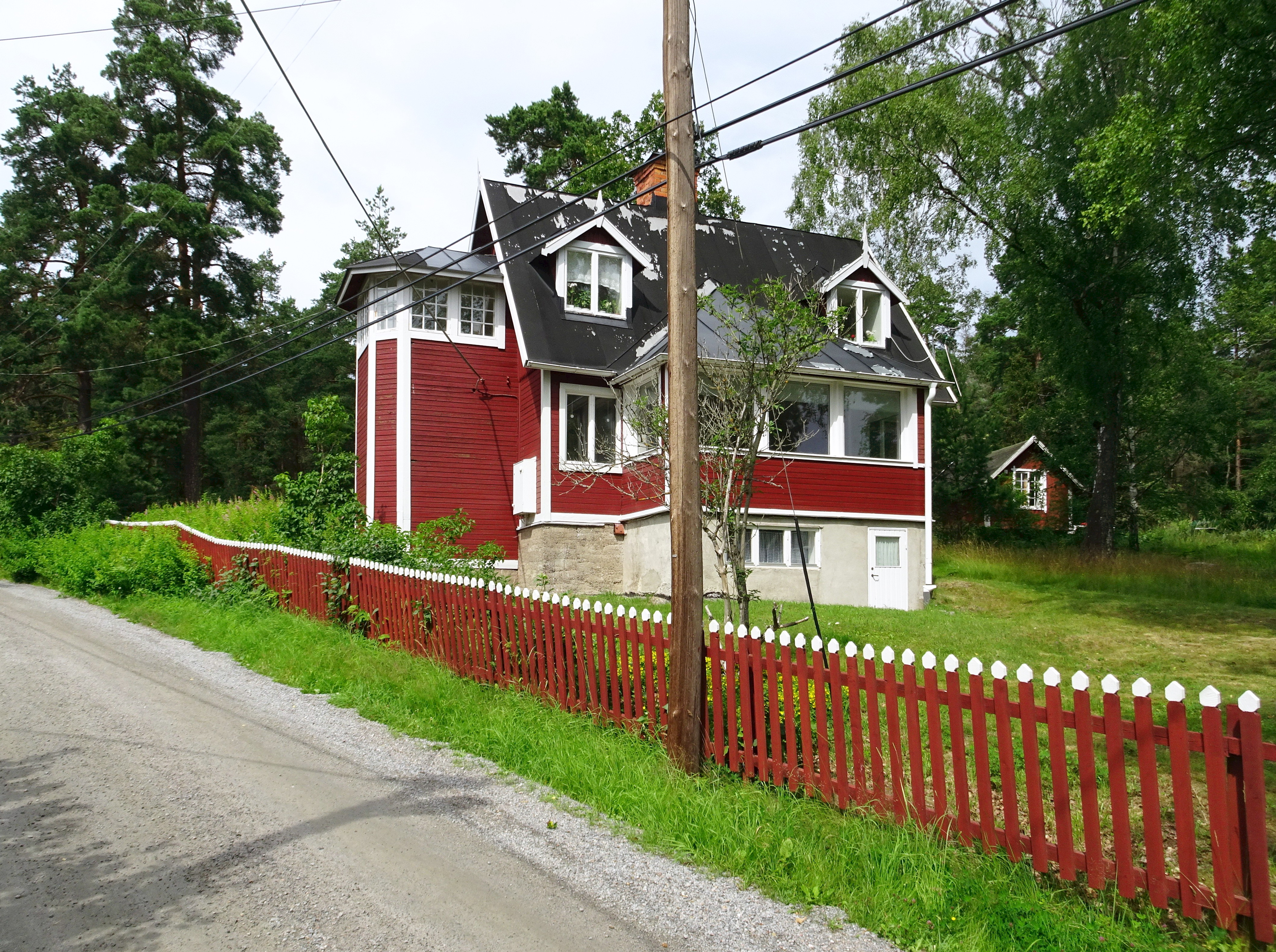
Villa i Trasthagen.
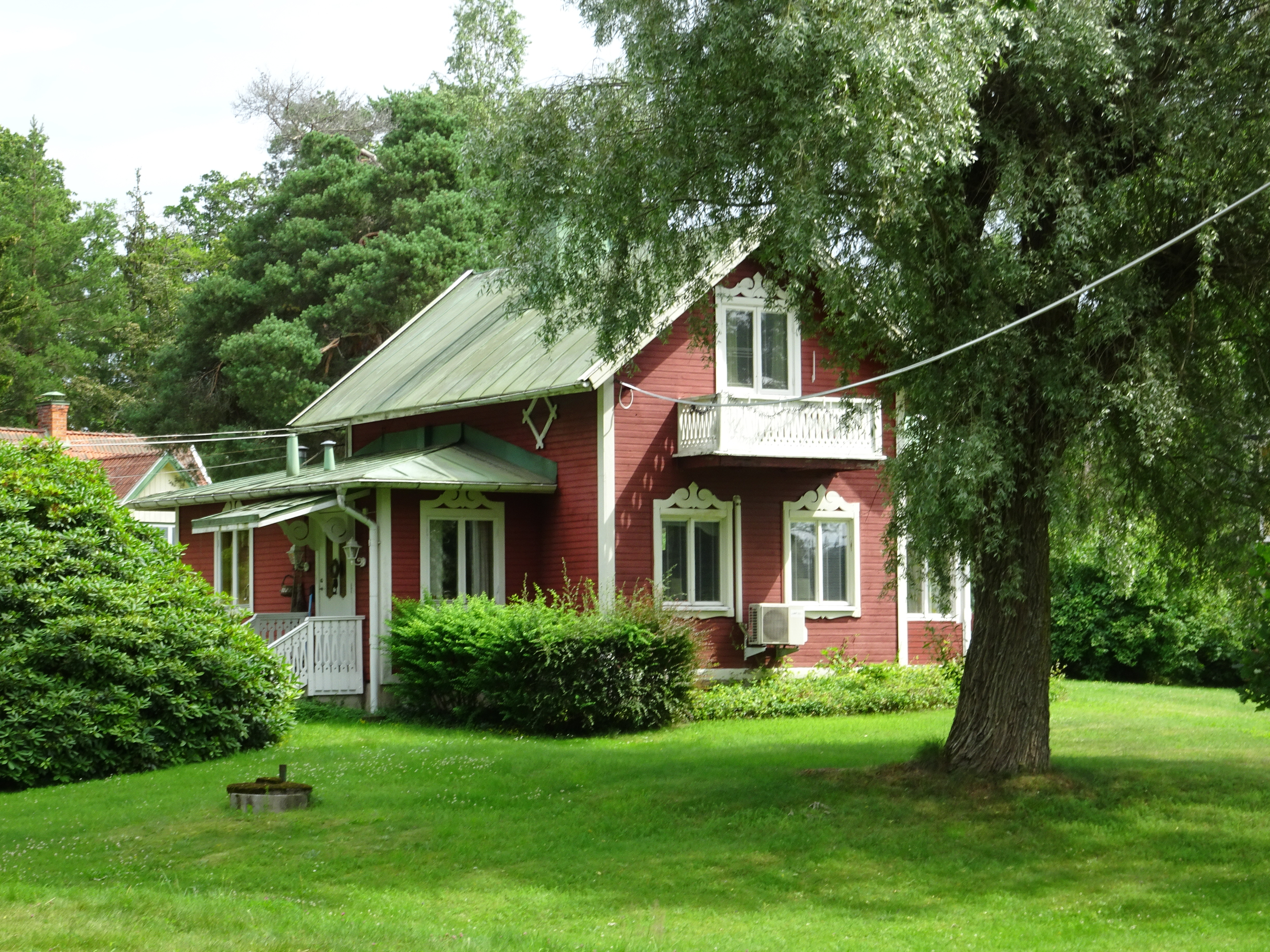
Villa i Trasthagen.

Områden
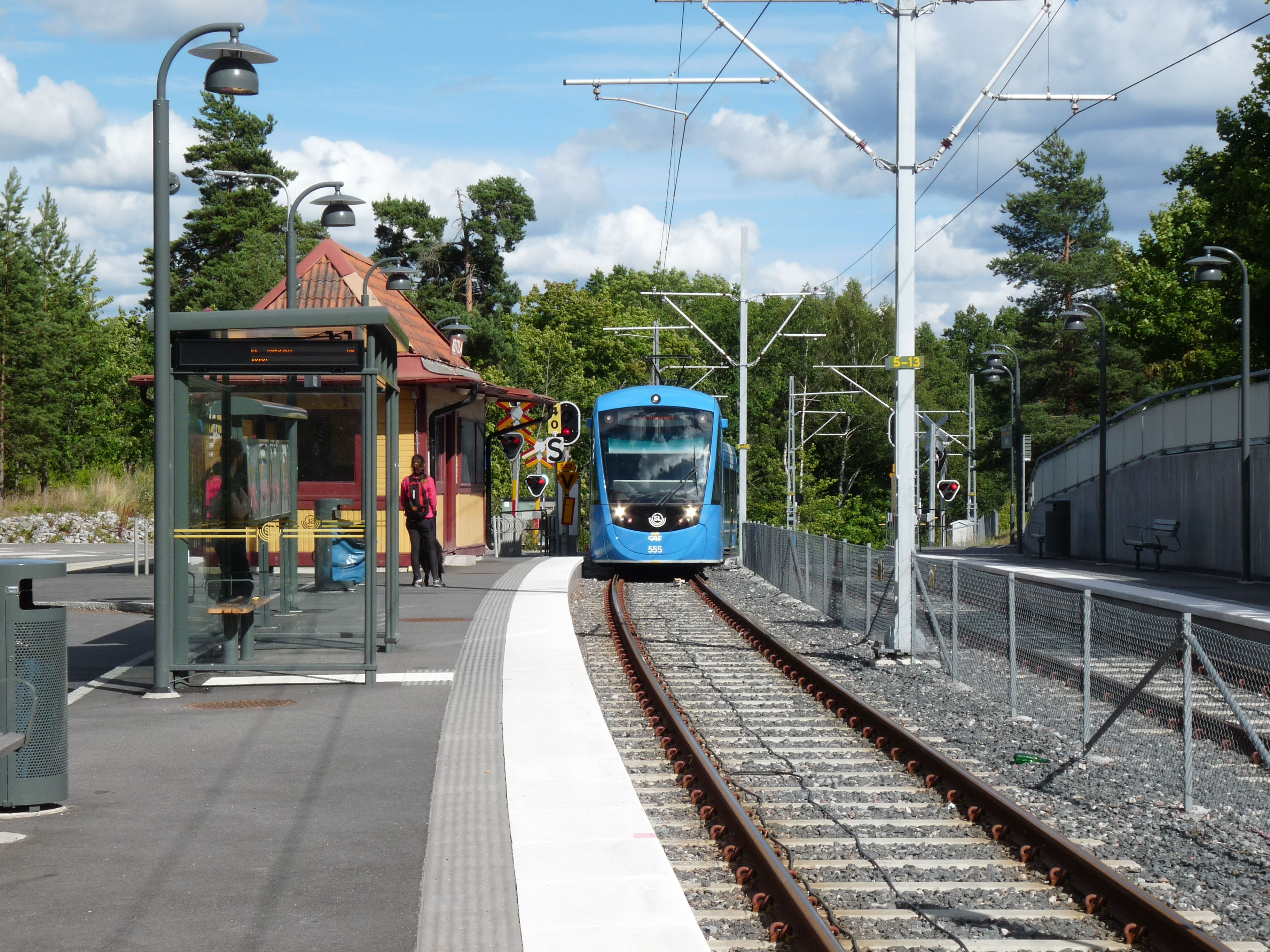
Kottla hållplats.
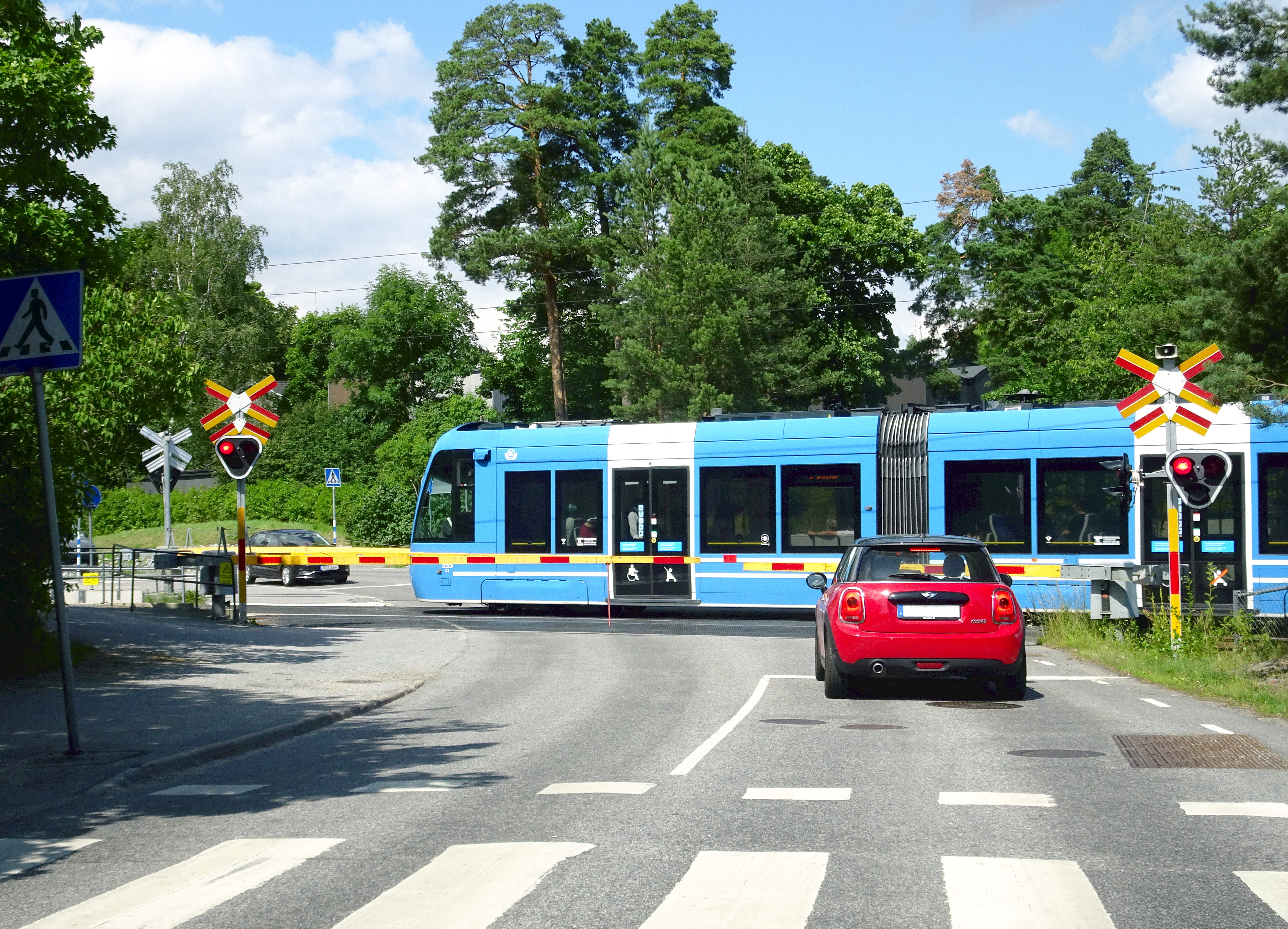
Kottlavägen, korsning med Lidingöbanan.
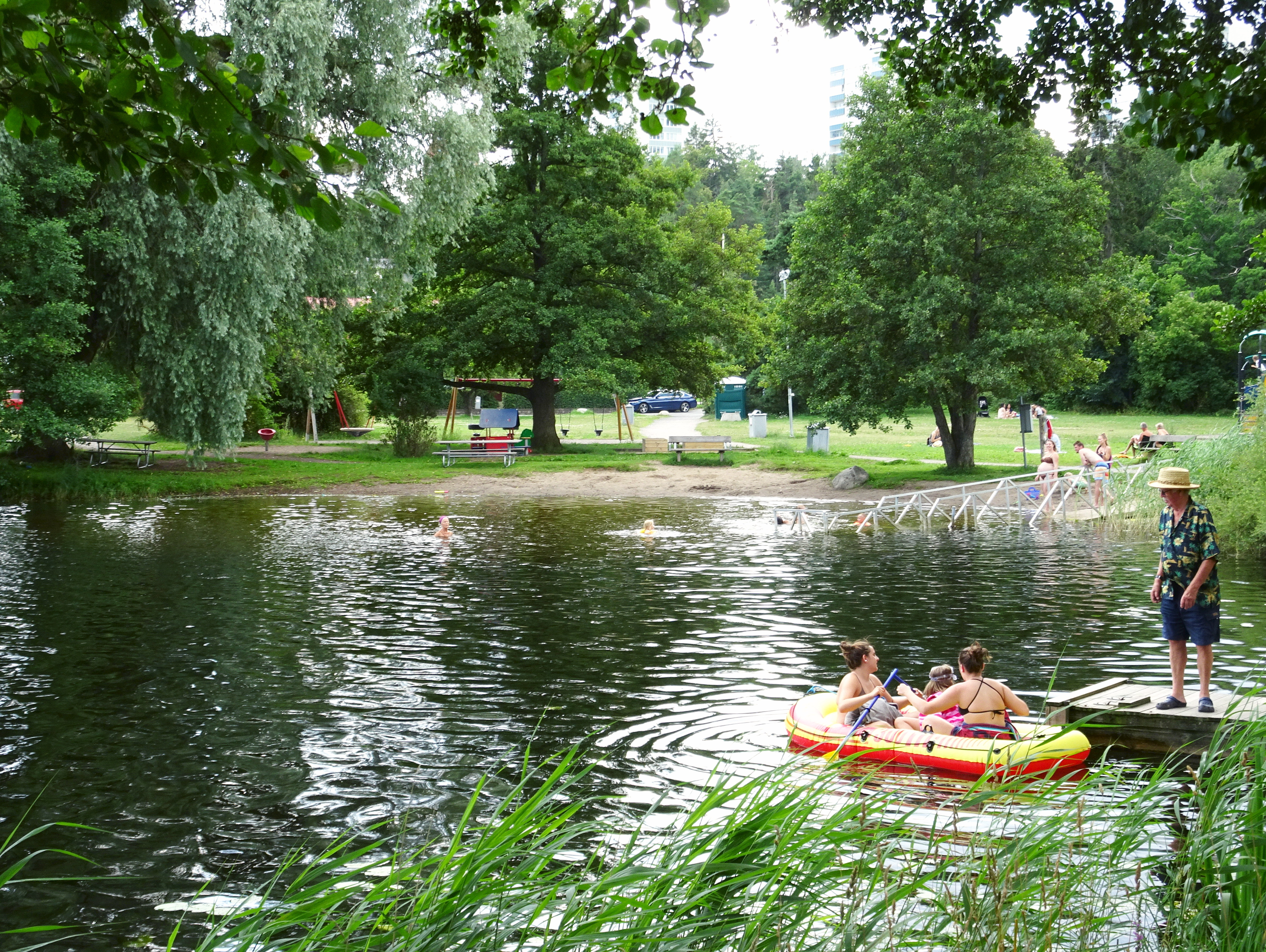
Kottlasjöns badplats i Kottla.
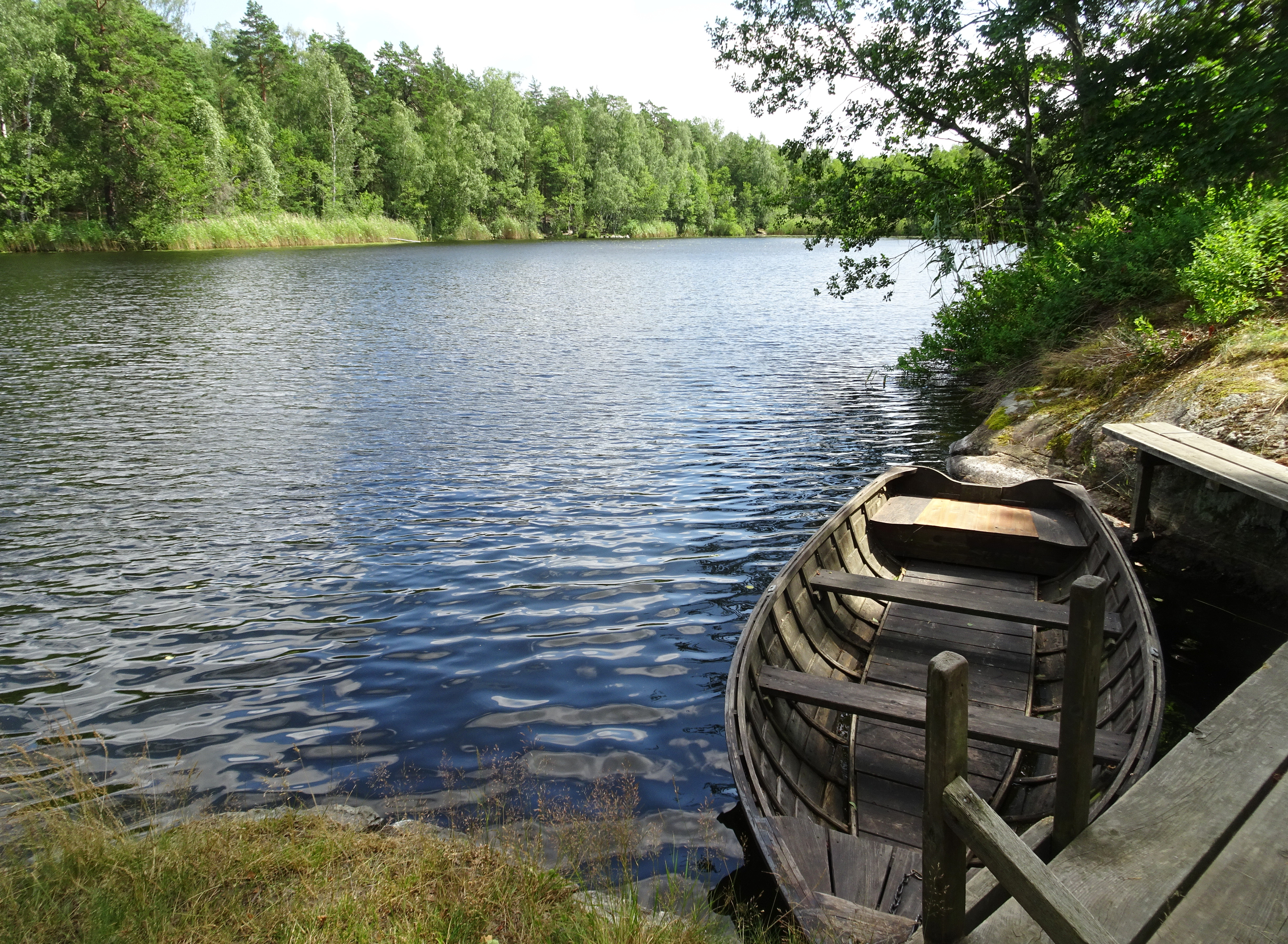
Kottlasjön vid Apelsinvillan.